# Gerwasia imperialis
Gerwasia imperialis är en svampart som först beskrevs av Speg., och fick sitt nu gällande namn av J.C. Lindq. 1963. Gerwasia imperialis ingår i släktet Gerwasia och familjen Phragmidiaceae.   Inga underarter finns listade i Catalogue of Life.